# Górny Dunajec
Górny Dunajec (kod PLH120086) – specjalny obszar ochrony siedlisk sieci Natura 2000, zlokalizowany na terenie województwa małopolskiego.
Obszar obejmuje powierzchnię 150,24 ha
Teren wyznaczony został w celu długotrwałego zabezpieczenia naturalnych siedlisk życia oraz populacji zagrożonych wymarciem gatunków zwierząt (z wyłączeniem ptaków) takich jak: brzanka Barbus meridionalis, głowacz białopłetwy Cottus gobio oraz minóg strumieniowy Lampetra planeri.

## Siedliska pod ochroną
- pionierska roślinność na kamieńcach górskich potoków
- zarośla wrześni na kamieńcach i żwirowiskach górskich potoków (Salici-Myricarietum, część – z przewagą wrześni)
- zarośla wierzby siwej na kamieńcach i żwirowiskach górskich potoków (Salici-Myricarietum, część – z przewagą wierzby)
- łęgi wierzbowe, topolowe, olszowe i jesionowe (Salicetum albo-fragilis, Populetum albae, Alnenion glutinoso-incanae) i olsy źródliskowe